# Ahrar-ul-Hind
Ahrar ul Hind ( en urdu: احرار الہند‎; . luchadores por la libertad de la India) fue un grupo armado islamista en Pakistán escindido Tehrik-i-Taliban Pakistan (TTP) en febrero de 2014. Durante las conversaciones de paz entre el gobierno paquistaní y el TTP, Ahrar-ul-Hnid emitió un comunicado rechazando las conversaciones,  anunciando que no aceptaría ningún acuerdo de paz. Tras su anuncio inicial, el grupo se atribuyó la responsabilidad de una serie de ataques en Pakistán,  incluido el ataque al tribunal de Islamabad, antes de fusionarse con el grupo Jamaat-ul-Ahrar en agosto de 2014. 

## Etimología
El nombre del grupo significa literalmente "luchadores por la libertad de la India" (en referencia al subcontinente indio en su conjunto). Según un comandante de un grupo talibán, el grupo derivó su nombre de "Ahrar" de Majlis-e-Ahrar-ul-Islam, porque los ahraris estaban en contra de la partición de India y la formación de Pakistán; más bien creían que todo el subcontinente era su patria. El comandante dijo que el grupo planeaba expandir sus operaciones a la parte restante del subcontinente.

## Separación de Tehrik-i-Taliban Pakistán
El grupo estaba formado principalmente por talibanes de las tribus de Mohmand Agency, con algunos miembros de los Talibán Punjabi con base en Punjab meridional. Muchos de sus miembros tienen su base en el este de Afganistán. Si bien el grupo afirmó haberse separado del TTP debido a la oposición a las conversaciones de paz con el gobierno y después del consejo de un tal Paracha saab (un patwari destacado), algunos observadores creían que el grupo fue utilizado por el TTP para llevar a cabo ataques negables sin interrumpir las conversaciones de alto el fuego.

## Relaciones con TTP
El gobierno paquistaní hizo que repudiar a Ahrar-ul-Hind fuera una condición del TTP para que continuaran las conversaciones de paz, al mismo tiempo que llevaba a cabo ataques aéreos contra las bases de Ahrar-ul-Hind. En respuesta, los talibanes anunciaron un alto el fuego y aceptaron la condición de tratar con Ahrar-ul-Hind. Después de este anuncio, el grupo reivindicó un ataque al Tribunal Superior de Islamabad en marzo de 2014.
En agosto de 2014, Omar Khalid Khorasani fusionó a Ahrar-ul-Hind con otros comandantes disidentes del TTP en un nuevo grupo llamado Jamaat-ul-Ahrar, separándose formalmente de Tehreek-e-Taliban Pakistán en septiembre de 2014.